# Doug Beason
James Douglas Beason (geboren am 3. Dezember 1953) ist ein amerikanischer Science-Fiction-Autor, Physiker und ehemaliger Offizier der US Air Force. Mehrere seiner Erzählungen und den Großteil seiner Romane schrieb er in Zusammenarbeit mit Kevin J. Anderson.

## Leben
Beason studierte an der United States Air Force Academy, wo er 1977 den Bachelor in Mathematik und Physik erwarb. Weitere Abschlüsse waren ein Master in Physik mit anschließender Promotion an der University of New Mexico, sowie ein Master in National Resource Strategy an der National Defense University. Er diente in der Folge 24 Jahre lang als Offizier in der US-Luftwaffe, arbeitete während dieser Zeit am Lawrence Livermore National Laboratory, unterrichtete an der U.S. Air Force Academy und war Berater für Fragen der Verteidigung und der Raumfahrt in verschiedenen Gremien der US-Regierung.
Seine erste Erzählung veröffentlichte Beason 1984 mit Beguiled. Die beiden Romane Return to Honor (1989) und Assault on Alpha Base (1990) sind Technothriller. Die folgende zusammen mit Kevin J. Anderson verfassten Romane Lifeline (1990), The Trinity Paradox (1991) und Assemblers of Infinity (1993) stehen der SF näher. Die Romane der Craig-Kreident-Serie sind Technothriller im Randbereich der SF.
Assemblers of Infinity war 1994 für den Nebula Award nominiert. The Trinity Paradox wurde für den American Physical Society’s Forum Award nominiert. Für sein Buch DOD Science and Technology: Strategy for the Post-Cold War Era erhielt er den National Defense University President’s Strategic Vision Award.
Beason arbeitete zuletzt als Associate Laboratory Director in der Abteilung Threat Reduction der Los Alamos National Laboratorys. 2008 ging er in den Ruhestand. Seither ist er hauptberuflicher Autor. Er lebt in Colorado.

## Bibliografie
Craig Kreident (Romanserie mit Kevin J. Anderson)
- Virtual Destruction (1996)
- Fallout (1997)
- Lethal Exposure (1998)

Romane
- Return to Honor (1989)
- Assault on Alpha Base (1990)
- Lifeline (1990, mit Kevin J. Anderson)
- The Trinity Paradox (1991, mit Kevin J. Anderson)
  - Deutsch: Trinity. Atlantis, 2012, ISBN 978-3-941258-98-3.
- Assemblers of Infinity (1993, mit Kevin J. Anderson)
- Ill Wind (1995, mit Kevin J. Anderson)
- Ignition (1996, mit Kevin J. Anderson)
  - Deutsch: Ignition : Kennedy Space Center in Gefahr. Übersetzt von Wolfgang Thon. vgs, Köln 1997, ISBN 3-8025-2500-0. Auch als: Ignition – Feuerball. Goldmann TB #43618, 1998, ISBN 3-442-43618-4.
- Return to Honor (2014)

Sammlungen
- Magnetic Reflections (2011; mit Kevin J. Anderson)

Kurzgeschichten
1984:
- Beguiled (in: Space and Time, #67, Winter 1984)

1986:
- Command Decision (in: Alpha Adventures, May 1986)
- Luck of the Draw (in: 2 AM, Fall 1986)

1987:
- Lifeguard (in: Jim Baen (Hrsg.): New Destinies, Volume I/Spring 1987)
- The Man I’ll Never Be (in: Amazing Stories, May 1987)
- Final Exam (in: 2 AM, Winter 1987)

1988:
- Tech Rep (in: Alpha Adventures, July 1988)
- The Third Option (in: Space & Time #74, Summer 1988)
- If I Fell, Would I Fall? (in: Amazing Stories, September 1988; mit Kevin J. Anderson)
- Reflections in a Magnetic Mirror (1988, in: Lou Aronica und Shawna McCarthy (Hrsg.): Full Spectrum; mit Kevin J. Anderson)

1989:
- A Reasonable Doubt (in: Pulphouse: The Hardback Magazine, Issue 4: Summer 1989)
- The Long Way Home (in: Analog Science Fiction and Fact, October 1989)

1990:
- Rescue at L-5 (1990, in: Arthur C. Clarke und David Brin (Hrsg.): Project Solar Sail; mit Kevin J. Anderson)
- Ben Franklin’s Laser (in: Analog Science Fiction and Fact, Mid-December 1990)

1992:
- Prisons (in: Amazing Stories, April 1992; mit Kevin J. Anderson)
- Shepherd (in: Pulphouse: A Fiction Magazine, September-October 1992)

1993:
- Windance (in: Amazing Stories, January 1993)
- To Bring Down the Steel (in: Analog Science Fiction and Fact, October 1993)

1995:
- Homecoming (1995, in: Jennifer Hershey, Tom Dupree und Janna Silverstein (Hrsg.): Full Spectrum 5)
- When the Desert Wind Turns: The Stormtrooper’s Tale (1995, in: Kevin J. Anderson (Hrsg.): Tales from the Mos Eisley Cantina)
  - Deutsch: Wenn sich der Wüstenwind dreht: Die Geschichte des Sturmtrupplers. In: Kevin J. Anderson (Hrsg.): Sturm über Tatooine. Goldmann, ISBN 978-3-442-43599-9.
- Defense Conversion (1995, in: Charles Sheffield (Hrsg.): How to Save the World)

1996
- Determinism and the Martian War, with Relativistic Corrections (Reihe War of the Worlds: Global Dispatches, 1996, in: Kevin J. Anderson (Hrsg.): War of the Worlds: Global Dispatches)

2014:
- Thunderwell (2014, in: Ben Bova und Eric Choi (Hrsg.): Carbide Tipped Pens: Seventeen Tales of Hard Science Fiction)

Sachliteratur
- DOD Science and Technology: Strategy for the Post-Cold War Era (1997)
- The E-Bomb: How America's New Directed Energy Weapons Will Change the Way Future Wars Will Be Fought (2005)